# Agustín Stahl
Agustín Stahl (Aguadilla, Puerto Rico 21 de enero de 1842-Bayamón, 12 de julio de 1917) fue un médico y científico puertorriqueño.

## Biografía
Agustín Stahl estudió Medicina en dos Universidades europeas, Universidad de Würzburg y en la Universidad de Praga, donde se graduó con el título de doctor en Medicina en 1864, al graduarse recibe un diploma de honor del rey de Baviera por su tesis doctoral, la cual trataba sobre la solución del retrasamiento mental.
Después de su graduación Agustín Stahl volvió a Puerto Rico donde ejerció la medicina en su consultorio médico en la ciudad de Bayamón, San Juan, Yabucoa, Manatí y otros pueblos; sin embargo, además de su profesión estaba interesado en varios campos del saber, lo que le condujo a experimentar e investigar en etnología, botánica, y en zoología. También le interesó la historia e investigar sobre los hechos históricos.
Agustín Stahl recibió numerosos premios y galardones de instituciones tales como:
- La Sociedad Antropológica Española.
- La Academia de las Artes y de las Ciencias de Barcelona.
- La Academia de las Ciencias Médicas de Cataluña.

Agustín Stahl tenía el convencimiento de que Puerto Rico debía de hacerse independiente de España, siendo un miembro del "Partido Autonomista Puertorriqueño". A causa de sus puntos de vista políticos, fue destituido de su puesto de Catedrático de historia natural del Instituto de Segunda Enseñanza de San Juan y fue deportado de Puerto Rico en 1898; pero regresa a la isla tras el cambio de soberanía.

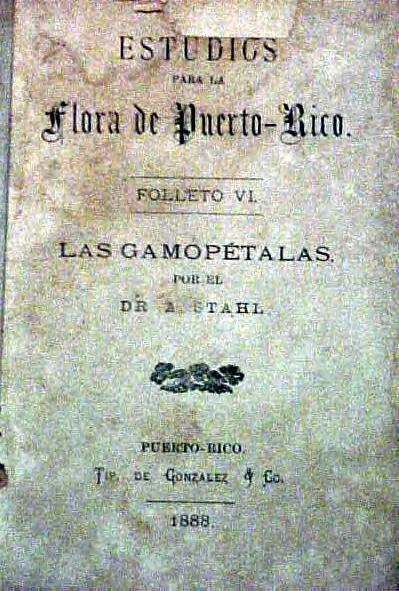
Su obra: Flora de Puerto Rico.

Agustín Stahl murió en la ciudad de Bayamón y sus restos se enterraron en el cementerio municipal de Bayamón. La ciudad de Bayamón acondicionó su casa en un museo sobre su vida y su obra. El escultor puertorriqueño Tomás Batista creó un busto en su honor, que se puede ver en la Universidad de Puerto Rico en Cayey.

## Obras
- Apuntes sobre Flora de Puerto Rico.
- Informe sobre la enfermedad de la Caña de Azúcar.
- Animales de Puerto Rico
- Los indios de Puerto Rico.
- La fundación de Aguadilla,
- La fundación de Bayamón y Florida

- La abreviatura «A.Stahl» se emplea para indicar a Agustín Stahl como autoridad en la descripción y clasificación científica de los vegetales.[1]